# Virovo
Virovo (Servisch cyrillisch Вирово) is een plaats in de Servische gemeente Arilje. De plaats telt 586 inwoners (2002).